# Tietê (kommun)
Tietê är en kommun i Brasilien.   Den ligger i delstaten São Paulo, i den sydöstra delen av landet, 800 km söder om huvudstaden Brasília. Antalet invånare är 36 827.
Följande samhällen finns i Tietê:
- Tietê

Omgivningarna runt Tietê är en mosaik av jordbruksmark och naturlig växtlighet. Runt Tietê är det ganska tätbefolkat, med 78 invånare per kvadratkilometer.